# Dörtpınar, Karayazı
Dörtpınar là một xã thuộc huyện Karayazı, tỉnh Erzurum, Thổ Nhĩ Kỳ. Dân số thời điểm năm 2011 là 263 người.